# Trembleya debilis
Trembleya debilis är en tvåhjärtbladig växtart som beskrevs av Auguste François Marie Glaziou. Trembleya debilis ingår i släktet Trembleya och familjen Melastomataceae. Inga underarter finns listade i Catalogue of Life.